# Alesha Dixon
Alesha Dixon (født 7. oktober 1978 i London) er en sangerinde fra Storbritannien. Hun vandt Strictly Come Dancing i 2007 og vendte tilbage til programmet som dommer i 2009. Hun forlod programmet efter 2011 sæsonen for at blive dommer i Britain's Got Talent, hvor hun erstattede Michael McIntyre.
Den 9. 11.  og 13. Maj 2023 var hun vært på Eurovision Song Contest i Liverpool sammen med Hannah Waddingham & Julia Sanina og i finalen den 13. Maj også Graham Norton.

## Diskografi
- The Alesha Show (2008)

## Tv-Programmer
- Strictly Come Dancing (2007) - Deltager
- Strictly Come Dancing (2009-2011) - Dommer
- Britain's Got Talent (2012-Nu) - Dommer
- America's Got Talent: The Champions (2020) - Dommer
- Australia's Got Talent (2022) - Dommer
- (Eurovision Song Contest (2023) - Vært